# Bertrand Lacombe
Bertrand Didier Marie Joseph Lacombe (Montpellier, 5 de novembro de 1966) é um clérigo francês e atual arcebispo da arquidiocese de Auch.

## Vida
Bertrand Lacombe recebeu em 24 de junho de 2001 o sacramento das Ordens Sagradas do Arcebispado de Montpellier.
Em 14 de abril 2016, nomeado Papa Francisco ao bispo titular de São Papoul e bispo auxiliar em Bordeaux. A ordenação episcopal doou-lhe o arcebispo de Bordeaux, Jean-Pierre Cardinal Ricard , em 12 de Junho do mesmo ano. Os co- consagradores foram o arcebispo de Montpellier , Pierre-Marie Carré , e o bispo auxiliar Claude-Joseph Azéma, de Montpellier.